# Ритмическая проза
Не смешивать со стихотворением в прозе.
Ритмическая проза (нем. rhythmische Prosa, англ. rhythmic prose, итал. prosa ritmica)
- 1) в широком смысле — культовая, риторическая (преимущественно ораторская) или поэтическая проза, в которой намеренно повторяются определённые ритмические фигуры или метрические модели. Такая закономерность ярко проявляет себя в синтаксическом соответствии соседних элементов прозаической структуры (так называемый «параллелизм»), перед синтаксическими паузами и после них, то есть на стыках фраз и колонов. В античной прозе ритмическими (с аллитерациями и даже рифмами) делались обычно концовки периодов, по-гречески этот приём назывался ὁμοιοτέλευτον.

Ритмическая проза разрабатывалась в античной (например, древнегреческий роман Дафнис и Хлоя), в древневосточной (в Песни песней и в Псалтири) и средневековой литературе (например, латинские Вечеря Киприана, гимн «Te Deum» и секвенция «Victimae paschali», итальянская лауда «Песнь о Солнце» Франциска Ассизского), оказала влияние на европейскую прозу XVI — начала XIX веков. В русской прозе ритм такого рода ощутим, например, у Н. М. Карамзина, Н. В. Гоголя («Чуден Днепр при тихой погоде…»).
- 2) в узком смысле слова ритмической прозой в русском стиховедении называлась проза, в которой присутствуют определённые стопные закономерности: обычно ударения падают на каждый третий слог, образуя правильный дактилический (амфибрахический, анапестический) метр. Такая проза отличается от стиха только отсутствием членения на стихотворные строки. Пример:

С конюшнею каменной, с дворницкой, с погребом — не прилипающий к семиэтажному дому, но скромным достоинством двух этажей приседающий там, за литою решёткою, перевисающий кариатидами, тёмно-оливковый, с вязью пальмет — особняк: в переулке, в Леонтьевском! (Андрей Белый. Маски, 1932). 
Встречается также у других писателей 1920-х гг. (Б. А. Пильняк, М. С. Шагинян).